# Kelly Preston
Kelly Preston (født 13. oktober 1962, død 12. juli 2020) var en amerikansk model og skuespiller.

## Opvækst
Preston blev født som Kelly Kamalelehua Smith i Honolulu, Hawaii. Hendes mor, Linda, var leder af et mentalsundhedscenter, og hendes far, som arbejdede for et landbrugsfirma, druknede, da Preston var tre år gammel. Hendes mor giftede sig med Peter Palzis, en personaledirektør, som efterfølgende adopterede Preston; hun brugte hans efternavn, som efternavn, indtil hun begyndte sin skuespilskarriere. Hun har en yngre halvbror, Chris Palzis. Som barn boede hun i Irak og Australien. Mens familien boede i Australien, gik hun på Pembroke School i Adelaide, i det sydlige Australien. Hun gik senere på Punahou School og studerede drama og teater på University of Southern California.

## Karriere
Da Preston boede i Australien, blev som 16-årig opdaget af modefotograf, som hjalp hende med at få arbejde i reklamer og mindre roller, som til sidst gav hende en succesfuld filmkarriere. Hendes første større rolle i en film, var som "populær pige" i filmen Secret Admirer fra 1985, overfor C. Thomas Howell, efterfulgt af en hel frontal nøgenscene i Mischief, det samme år.
Hun spillede sin mands, John Travolta, karakters kæreste, Terl, i filmen fra 2000, Battlefield Earth, og modtog prisen "Worst Supporting Actress" ved 21st Golden Raspberry Awards for hendes rolle i filmen.
Preston medvirkede i populære band, Maroon 5's musikvideo til sangen "She Will Be Loved" i 2004. Videoen omhandler et trekantsdrama og romantiske scener mellem Preston og "Maroon 5"-forsangeren Adam Levine. I 2008 blev hun castet til tv-pilotafsnittet til serien Suburban Shootout. Hun havde en kort tilbagevendende rolle i Medium.
I 2008 medvirkede Preston i "The Tenth Circle" fra Lifetime Original Movie, instrueret af Peter Markle. Filmen blev indspillet i Nova Scotia og bl.a. de medvirkende var Ron Eldard, Brittany Robertson, Michael Riley, Jamie Johnston og Geordie Brown.
Preston har været talskvinde for Neutrogena siden 2005 og er at se på både plakater og tv-reklamer.

## Privat
Preston var gift med skuespilleren Kevin Gage fra 1985 til 1989. Hun havde også et forhold til George Clooney, som gav hende Max, en kælegris, som Clooney beholdt efter parret slog op. Hun var kort forlovet med Charlie Sheen i 1990, men afsluttede forholdet, da han kort tid efter ved et uheld kom til at skyde hende i armen.

### John Travolta
Preston mødte første gang John Travolta i 1987, under optagelserne til The Experts. Parret blev gift i 1991. Begge gik om bord på et Air-France Concorde-fly i september 1991, før de landede til deres bryllup på Hotel de Crillon, Paris, nær ved Place de la Concorde. Der blev afholdt to ceremonier, fordi den første, som blev afholdt i Paris den 5. september, 1991 af en fransk Scientology-præst (både Preston og Travolta er Scientologer), ikke var gyldig. Den anden ceremoni fandt sted en uge senere, den 12. september, i Daytona Beach, Florida. Parret har fået tre børn sammen: Jett (født 1992), Ella Bleu (født 3. april, 2000) og Benjamin Hunter Kaleo (født 23. november, 2010).
Den 2. januar, 2009 døde parrets ældste søn, Jett, under en familieferie på Bahamas. Årsagen til drengens død var et slagtilfælde. Jett led, tilsyneladende, af Kawasaki syndom som spæd og havde oplevet mange anfald. Den 24. september, 2009, efter længere tids spekulation, bekræftede Travolta og Preston, at deres søn var autist og havde oplevet flere slagtilfælde i sit liv. Deres afsløring dukkede op som en del af deres vidneforklaring i retten, vedrørende pengeafpresning i forbindelse med deres søns død.
Den 23. januar, 2009 blev tre personer arresteret på Bahamas i forbindelse med et mangemillioners pengeafpresningsplot mod Travolta og Preston, vedrørende omstændighederne omkring deres søns død. En af mændene, Obie Wilchcombe, et medlem af Bahamas Parlament og Bahamas' tidligere turistminister, blev beskrevet som en "nær ven" af Travolta og Preston. To andre, der tilsyneladende var involveret i sagen, var en ambulanceassistent ved navn Tarino Lightbourne og en af Bahamas' senatorer ved navn Pleasant Bridgewater. Bridgewater blev anklaget for at have deltaget i afpresningen og for at have konspireret til den og han trådte senere tilbage fra sin plads i Bahamas' Senat.
Efter Jetts død besluttede Travolta'erne at få endnu et barn. Preston kom i fertilitetsbehandling og i maj 2010, annoncerede Travolta og Preston, at hun var gravid med parrets tredje barn. I alderen af 48, fødte Preston en sund og rask søn, Benjamin Hunter Kaleo, den 23. november, 2010.

## Filmografi
| År   | Titel                                    | Rolle                        | Noter                                               |
| ---- | ---------------------------------------- | ---------------------------- | --------------------------------------------------- |
| 1980 | Hawaii Five-O                            | Wendy                        | Afsnittet: "For Old Times Sake"                     |
| 1982 | Capitol                                  | Gillian McCandless           | Tv-serie                                            |
| 1983 | Quincy M.E.                              | Ginger Reeves                | Afsnittet: "On Dying High"                          |
| 1983 | 10 to Midnight                           | Doreen                       |                                                     |
| 1983 | CHiPs                                    | Anna                         | Afsnittet: "Things That Go Creep in the Night"      |
| 1983 | Metalstorm: The Destruction of Jared-Syn | Dhyana                       |                                                     |
| 1983 | Christine                                | Roseanne                     |                                                     |
| 1983 | Lone Star                                | Redhead                      | Tv-film                                             |
| 1983 | For Love and Honor                       | Mary Lee                     | 1983–1984 (12 afsnit)                               |
| 1984 | Riptide                                  | Sherry Meyers                | Afsnittet: "The Hardcase"                           |
| 1984 | Blue Thunder                             | Amy Braddock                 | Afsnittet: "The Long Flight"                        |
| 1985 | Mischief                                 | Marilyn McCauley             |                                                     |
| 1985 | Secret Admirer                           | Deborah Anne Fimple          |                                                     |
| 1986 | SpaceCamp                                | Tish Ambrosei                |                                                     |
| 1986 | 52 Pick-Up                               | Cini                         |                                                     |
| 1987 | Love at Stake                            | Sara Lee                     |                                                     |
| 1987 | A Tiger's Tale                           | Shirley Butts                |                                                     |
| 1987 | Amazon Women on the Moon                 | Violet                       | Segment, "Titan Man"                                |
| 1988 | Twins                                    | Marnie Mason                 |                                                     |
| 1988 | The Experts                              | Bonnie                       |                                                     |
| 1988 | Spellbinder                              | Miranda Reed                 |                                                     |
| 1990 | Tales from the Crypt                     | Linda                        | Afsnittet: "The Switch"                             |
| 1991 | Run                                      | Karen Landers                |                                                     |
| 1991 | The Perfect Bride                        | Laura                        | Tv-film                                             |
| 1992 | Only You                                 | Amanda Hughes                |                                                     |
| 1993 | The American Clock                       | Diana Marley                 | Tv-film                                             |
| 1994 | Love Is a Gun                            | Jean Starr                   |                                                     |
| 1994 | Double Cross                             | Vera Blanchard               |                                                     |
| 1994 | Cheyenne Warrior                         | Rebecca Carver               | Tv-film                                             |
| 1995 | Little Surprises                         | Ginger                       | Tv-film                                             |
| 1995 | Mrs. Munck                               | Ung Rose                     |                                                     |
| 1995 | Waiting to Exhale                        | Kathleen                     | (ukrediteret)                                       |
| 1996 | Citizen Ruth                             | Rachel                       |                                                     |
| 1996 | From Dusk till Dawn                      | Kelly Hogue                  |                                                     |
| 1996 | Curdled                                  | Kelly Hogue                  |                                                     |
| 1996 | Jerry Maguire                            | Avery Bishop                 |                                                     |
| 1997 | Addicted to Love                         | Linda                        |                                                     |
| 1997 | Nothing to Lose                          | Ann Beam                     |                                                     |
| 1998 | Holy Man                                 | Kate Newell                  |                                                     |
| 1998 | Jack Frost                               | Gabby Frost                  |                                                     |
| 1999 | For Love of the Game                     | Jane Aubrey                  |                                                     |
| 2000 | Bar Hopping                              | Bebe                         | Tv-film                                             |
| 2000 | Battlefield Earth                        | Chirk                        | Razzie Award for Worst Supporting Actress           |
| 2001 | Daddy and Them                           | Rose                         |                                                     |
| 2002 | Fear Factor                              | Sig selv                     |                                                     |
| 2003 | View from the Top                        | Sherry                       |                                                     |
| 2003 | What a Girl Wants                        | Libby Reynolds               |                                                     |
| 2003 | The Cat in the Hat                       | Joan Walden                  |                                                     |
| 2004 | Eulogy                                   | Lucy Collins                 |                                                     |
| 2004 | Return to Sender                         | Susan Kennan                 |                                                     |
| 2004 | Joey                                     | Donna Di Gregorio            | Afsnittet: "Joey and the Dream Girl: Parts 1 and 2" |
| 2005 | Fat Actress                              | Quinn Taylor Scott           | 4 afsnit                                            |
| 2005 | Sky High                                 | Josie Stronghold / Jetstream |                                                     |
| 2006 | Broken Bridges                           | Angela Dalton                |                                                     |
| 2007 | Death Sentence                           | Helen Hume                   |                                                     |
| 2008 | Struck                                   | Trista                       |                                                     |
| 2008 | Medium                                   | Meghan Doyle                 | 4 afsnit                                            |
| 2008 | The Tenth Circle                         | Laura Stone                  | Tv-film                                             |
| 2008 | Skydegale Husmødre                       | Camilla Diamond              | Tv-serie                                            |
| 2009 | Old Dogs                                 | Vicki                        |                                                     |
| 2010 | Casino Jack                              | Pam Abramoff                 |                                                     |
| 2010 | From Paris with Love                     | Kvinde i Eiffeltårnet        | (ukrediteret)                                       |
| 2010 | The Last Song                            | Kim                          |                                                     |